# Sierra Tonante
Sierra Tonante era una montagna russa in legno situata nel parco divertimenti di Mirabilandia, nei pressi di Ravenna. Fu inaugurata nel 1992, anno di apertura del parco stesso, e rimase operativa fino al 2007. Fu costruita dall'ingegnere americano William Cobb, su progetto dello studio d'ingegneria tedesco Ingenieur Büro Stengel.
Al suo posto, nel 2009, è stato realizzato il launched coaster iSpeed.

## Storia

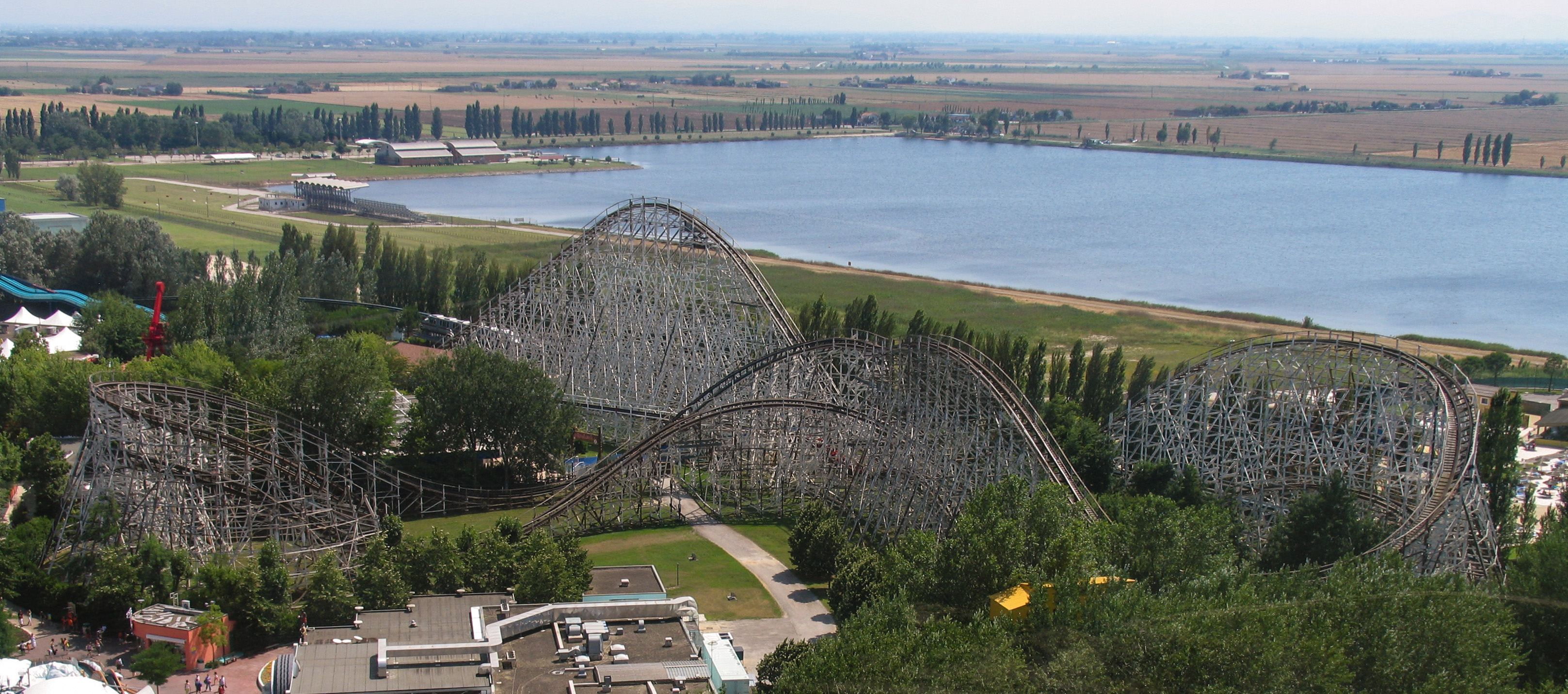
Vista aerea, 2007

Nel panorama dei parchi divertimento italiani ed europei, Mirabilandia ha esibito per sedici stagioni l'unica montagna russa in legno esistita in Italia e, fino al 2001, la più alta d'Europa nel suo genere.
La struttura, nei primi anni di vita del parco e fino al 1999, rappresentò la stessa Mirabilandia, soprattutto perché era un elemento che valorizzava fortemente lo skyline del parco. Per anni rimase l'unica attrazione degna di nota e, anche dopo la costruzione dell'altro imponente roller coaster, Katun, avvenuta nel 2000, Sierra tonante continuò a rappresentare l'emblema di Mirabilandia suscitando la curiosità di molti. Non essendosi mai vista una struttura tanto imponente concepita per il solo divertimento, era soggetta a visite da tutt'Europa. La sua rimozione equivalse praticamente alla rinuncia del proprio simbolo storico da parte del parco.
Il nome dell'attrazione si ispirava al caratteristico rumore che produceva il treno viaggiando sulla struttura.

## Caratteristiche tecniche
L'ottovolante era alto 35 metri, con una lunghezza di circa 1000m. Raggiungeva la velocità di 100 km/h. A oggi, in Europa resta il terzo ottovolante in legno più veloce mai costruito. Si trattava di uno dei sei progetti originali della ditta statunitense William Cobb e il progetto strutturale fu curato dallo studio d'ingegneria tedesco Ingenieur Büro Stengel GmbH; per questo, non aveva gemelli nel resto del mondo. Come progetto di roller coaster in legno era considerato dagli esperti un ottimo esempio di dosaggio delle accelerazioni verticali e laterali.
Erano presenti due treni; ogni treno era formato da 8 vagoni della capacità di 4 posti, disposti su due file, per un totale 32 posti. I due treni erano inizialmente entrambi di colore vermiglio fluorescente e, con la luce diretta del sole, risaltavano sul bianco della struttura in legno. A seguito di usura e decolorazione, nel 1997 furono riverniciati e distinti coi colori rosso e bianco.

## Chiusura
La continua esposizione del legno ad un clima umido d'inverno e secco d'estate compromise in parte l'originaria fluidità ed elasticità del percorso, rendendo necessari, negli ultimi anni di esercizio, elevati costi di manutenzione e continui controlli sempre più frequenti per garantire la sicurezza. Nonostante i lavori di sistemazione, gli scossoni avvertiti dagli ospiti sul treno durante gli ultimi anni si avvicinavano al limite sopportabile, allontanandosi molto dagli standard di comfort. Per permettere all'attrazione di continuare a funzionare, allora, sarebbe stato necessario sostituire l'intero percorso metallico e anche buona parte dei tralicci che lo sostenevano: le fessure degli elementi lignei e le deformazioni (imbarcamenti) degli stessi, segnati dal tempo e dal clima dopo i 15 anni di attività, erano ormai visibili e non più accettabili. La gestione decise, pertanto, di smantellarlo all'inizio del 2008, sostenendo che i costi di adeguamento sarebbero stati altissimi, quasi pari a quelli necessari per costruire una nuova grande attrazione.
Dal 14 maggio 2009, il parco ha messo periodicamente all'asta i singoli componenti dell'attrazione su eBay, destinando il ricavato in beneficenza. Nel corso del 2011 i mattoncini in legno ricavati da parti della struttura del wooden coaster, con logo impresso a fuoco, erano disponibili nei negozi del parco.